# ジョン・ケネディ (投手)
ジョン・ロバート・デール・ケネディ（Jon Robert Dale Kennedy、1994年9月20日 - ）は、オーストラリア連邦ビクトリア州メルボルン出身のプロ野球選手（投手）。左投左打。

## 経歴

### プロ入りとブレーブス傘下時代
2012年より、オーストラリアン・ベースボールリーグ（ABL）のメルボルン・エイシズに所属。
2015年10月にアトランタ・ブレーブスと契約し渡米。
2016年、はルーキー級～A+級の3球団に所属し、19試合に登板して3ホールド、防御率2.93を記録した。	
2017年は、2月9日に第4回WBC本戦のオーストラリア代表に選出された。マイナーではA級ローム・ブレーブスで39試合に登板し、5勝2敗5セーブ6ホールド、防御率2.82を記録した。
2018年は、A+級フロリダ・ファイヤーフロッグスで25試合、AAA級グウィネット・ストライパーズで2試合の計27試合に登板し、5勝7敗1セーブ、防御率3.26を記録した。
2019年4月24日にブレーブスを自由契約となった。

### BC・栃木時代
2019年6月1日に日本の独立リーグであるベースボール・チャレンジ・リーグの栃木ゴールデンブレーブスへの入団が発表され、6月8日に入団会見が行われた。登録名は「ジョン」。この年はリリーフで21試合（26回1/3）に登板して無失点、防御率0.00という驚異的な成績を残した。
2020年は、一旦契約更新をしたものの、新型コロナウイルスの影響で来日の見込みが立たず、8月31日に退団が発表された。

### BC・栃木退団後
2022年にチェコの野球リーグであるチェコ・エクストラリーガのフロッシ・ブルノに入団。11試合に登板して4勝2敗、防御率1.07の成績を残した。
2023年3月に開催された第5回WBCにオーストラリア代表として出場した
。
冬季については、2012年から所属しているメルボルン・エイシズで途切れることなくプレーしている。

## 詳細情報

### 独立リーグでの投手成績
| 年 度     | 球 団     | 登 板 | 勝 利 | 敗 戦 | セ 丨 ブ | 完 投 | 勝 率 | 投 球 回 | 打 者 | 被 安 打 | 被 本 塁 打 | 奪 三 振 | 与 四 球 | 与 死 球 | 失 点 | 自 責 点 | 暴 投 | ボ 丨 ク | 防 御 率 | W H I P |
| --------- | --------- | ----- | ----- | ----- | -------- | ----- | ----- | -------- | ----- | -------- | ----------- | -------- | -------- | -------- | ----- | -------- | ----- | -------- | -------- | ------- |
| 2019      | 栃木      | 21    | 0     | 0     | 5        | 0     | ----  | 26.1     | 93    | 12       | 0           | 23       | 5        | 0        | 1     | 0        | 0     | 0        | 0.00     | 0.65    |
| 通算：1年 | 通算：1年 | 21    | 0     | 0     | 5        | 0     | ----  | 26.1     | 93    | 12       | 0           | 23       | 5        | 0        | 1     | 0        | 0     | 0        | 0.00     | 0.65    |

### WBCでの投手成績
| 年 度 | 代 表          | 登 板 | 先 発 | 勝 利 | 敗 戦 | セ ｜ ブ | 打 者 | 投 球 回 | 被 安 打 | 被 本 塁 打 | 与 四 球 | 敬 遠 | 与 死 球 | 奪 三 振 | 暴 投 | ボ ｜ ク | 失 点 | 自 責 点 | 防 御 率 |
| ----- | -------------- | ----- | ----- | ----- | ----- | -------- | ----- | -------- | -------- | ----------- | -------- | ----- | -------- | -------- | ----- | -------- | ----- | -------- | -------- |
| 2017  | オーストラリア | 1     | 0     | 0     | 0     | 0        | 3     | 0.0      | 1        | 1           | 2        | 0     | 0        | 0        | 0     | 0        | 2     | 2        | ----     |
| 2023  | オーストラリア | 3     | 0     | 1     | 0     | 0        | 8     | 2.0      | 3        | 0           | 1        | 0     | 0        | 1        | 1     | 0        | 0     | 0        | 0.00     |

### WBSCプレミア12での投手成績
| 年 度 | 代 表          | 登 板 | 先 発 | 勝 利 | 敗 戦 | セ ｜ ブ | 打 者 | 投 球 回 | 被 安 打 | 被 本 塁 打 | 与 四 球 | 敬 遠 | 与 死 球 | 奪 三 振 | 暴 投 | ボ ｜ ク | 失 点 | 自 責 点 | 防 御 率 |
| ----- | -------------- | ----- | ----- | ----- | ----- | -------- | ----- | -------- | -------- | ----------- | -------- | ----- | -------- | -------- | ----- | -------- | ----- | -------- | -------- |
| 2019  | オーストラリア | 4     | 0     | 1     | 1     | 1        | 15    | 3.2      | 1        | 0           | 4        | 1     | 0        | 2        | 0     | 0        | 1     | 1        | 2.45     |

### 背番号
- 43 （2019年 - 2020年）

### 代表歴
- 2017 ワールド・ベースボール・クラシック・オーストラリア代表
- 2019 WBSCプレミア12 オーストラリア代表
- 2023 ワールド・ベースボール・クラシック・オーストラリア代表
- 2024 WBSCプレミア12 オーストラリア代表